# 稲川翔
稲川 翔（いなかわ しょう、1985年2月20日 - ）は、大阪府富田林市出身の競輪選手。日本競輪選手会大阪と自転車競技の両方で活動を行っていた。その後大阪経済大学に進学したが、同校に籍を置いたまま日本競輪学校に入学（後に大学を中退）。
2008年及び2009年には全日本プロ選手権自転車競技大会のBMX種目で優勝しており、同大会同種目の初代優勝者となっている。
2013年は地元で開催された第64回高松宮記念杯競輪 の決勝で6着となり、オールスター競輪の決勝でも4着に入る。
2014年には第65回高松宮記念杯競輪の決勝において、先行した脇本雄太の番手を守り通して優勝し、大阪勢では1963年の西地清一以来のタイトルホルダーとなった（特別競輪としては秩父宮妃賜杯競輪1969年制覇の中川茂一以来）。よって、年末に地元の岸和田で開催されるKEIRINグランプリへの出場権を得た。高松宮記念優勝以前にGIIIである記念競輪を優勝しておらず、GIII以上の優勝はこれが初めてであった（GIII初優勝は2016年4月の川崎競輪場で達成）/ref>。

## 主な獲得タイトル
- 2014年 - 高松宮記念杯競輪（宇都宮競輪場）